# Коянжал
Коянжал, или Каракойын (каз. Қоянжал или  каз. Қарақойын) — пески на севере-западе Бетпакдалы в Улытауском районе Карагандинской области Казахстана. 
Находятся  на западе степи Бетпак-Далы,  на южном Жетыконыр, восточнее реки Сарысу. Высота над уровнем моря 180—250 м. Площадь 150 км². Длина с севера на юг 30 км, ширина 9 км. Растет черный саксаул, ячмень, житняк, кумаршык, изень и др. На глубине 1—2 м встречается пресная вода. Используется как пастбище.